# Koforidua
Koforidua   este un oraș  în  partea de sud a Ghanei,  centru administrativ al regiunii  Orientală.

## Personalități născute aici
- Amma Darko (n. 1965), scriitoare.